# Де-Бака (округ, Нью-Мексико)
Шаблон:StateAbbr_ 34°28′18″ пн. ш. 104°14′44″ зх. д. / 34.471667° пн. ш. 104.245556° зх. д.
Округ  Де-Бака (англ. De Baca County) — округ (графство) у штаті  Нью-Мексико, США. Ідентифікатор округу 35011.

## Історія
Округ утворений 1917 року.

## Демографія
За даними перепису 
2000 року 
загальне населення округу становило 2240 осіб, усе сільське.
Серед мешканців округу чоловіків було 1097, а жінок — 1143. В окрузі було 922 домогосподарства, 615 родин, які мешкали в 1307 будинках.
Середній розмір родини становив 2,96.
Віковий розподіл населення поданий у таблиці:
| Стать    | До 15 років | 15-21 | 22-29 | 30-39 | 40-49 | 50-65 | 65-85 | Понад 85 |
| -------- | ----------- | ----- | ----- | ----- | ----- | ----- | ----- | -------- |
| Чоловіки | 210         | 120   | 65    | 124   | 145   | 193   | 210   | 30       |
| Жінки    | 205         | 92    | 71    | 130   | 123   | 194   | 252   | 76       |

## Суміжні округи
- Гвадалупе — північ
- Квей — північний схід
- Рузвельт — схід
- Чавес — південь
- Лінкольн — захід

## Виноски
1. ↑  U.S. Decennial Census. United States Census Bureau. Архів оригіналу за 12 травня 2015. Процитовано 1 січня 2015.
2. ↑  Historical Census Browser. University of Virginia Library. Архів оригіналу за 11 серпня 2012. Процитовано 1 січня 2015.
3. ↑  Population of Counties by Decennial Census: 1900 to 1990. United States Census Bureau. Архів оригіналу за 16 квітня 2015. Процитовано 1 січня 2015.
4. ↑  Census 2000 PHC-T-4. Ranking Tables for Counties: 1990 and 2000 (PDF). United States Census Bureau. Архів оригіналу (PDF) за 18 грудня 2014. Процитовано 1 січня 2015.
5. ↑  State & County QuickFacts. United States Census Bureau. Архів оригіналу за 9 липня 2011. Процитовано 29 вересня 2013.(англ.) Наведено за англійською вікіпедією.
6. ↑  American FactFinder. Бюро перепису населення США. Архів оригіналу за 21 травня 2008. Процитовано 31 січня 2008.

| США | Це незавершена стаття з географії США. Ви можете допомогти проєкту, виправивши або дописавши її. |